# Stepove, Voznesensk
Stepove (în ucraineană Степове) este un sat în comuna Malosolone din raionul Voznesensk, regiunea Mîkolaiiv, Ucraina.

## Demografie
Componența lingvistică a localității Stepove
     Ucraineană (71,97%)
     Rusă (22,93%)
     Română (2,55%)
     Alte limbi (1,28%)
Conform recensământului din 2001, majoritatea populației localității Stepove era vorbitoare de ucraineană (71,97%), existând în minoritate și vorbitori de rusă (22,93%) și română (2,55%).